# Семенцов Іван Михайлович
Іван Михайлович Семенцов (14 січня 1930 — ?) — радянський діяч, секретар Волинського обласного комітету КПУ, голова колгоспу імені Леніна Горохівського району Волинської області. Кандидат економічних наук (1974). Герой Соціалістичної Праці (8.04.1971).

## Біографія
Освіта вища. Член КПРС.
У 1960-х — після 1975 року — голова колгоспу «30 років Радянської України» Волинської області, голова колгоспу імені Леніна Горохівського району Волинської області.
На 1979 — січень 1984 року — 1-й секретар Горохівського районного комітету КПУ Волинської області.
9 січня 1984 — 3 листопада 1988 року — секретар Волинського обласного комітету КПУ з питань сільського господарства.
З листопада 1988 року — на пенсії за станом здоров'я. Проживав у місті Києві.

## Нагороди
- Герой Соціалістичної Праці (8.04.1971)
- орден Леніна (8.04.1971)
- орден Жовтневої Революції (22.12.1977)
- орден Трудового Червоного Прапора (8.12.1973)
- орден «Знак Пошани» (22.03.1966)
- медалі